# Paropsia grewioides
Paropsia grewioides là một loài thực vật có hoa trong họ Lạc tiên. Loài này được Welw. ex Mast. mô tả khoa học đầu tiên năm 1871.